# Bullobunus ater
Bullobunus ater is een hooiwagen uit de familie Sclerosomatidae. De wetenschappelijke naam van Bullobunus ater gaat terug op Roewer.